# Willard Van Orman Quine
Willard Van Orman Quine (Akron, Ohio, 25 juni 1908 – Boston, 25 december 2000) was een invloedrijk Amerikaans filosoof en logicus in de analytische traditie uit de 20e eeuw. Een internetbevraging onder filosofen in 2009 liet Quine naar voren komen als een van de vijf belangrijkste filosofen van de laatste twee eeuwen. Ook won hij de eerste Rolf Schock-prijs voor logica en filosofie in 1993. Naar hem vernoemd is de Duhem-Quinestelling.

## Werk
Volgens The Time of My Life, Quines autobiografie uit 1986, ontving Quine zijn bachelor diploma in zowel de wiskunde als in de filosofie in 1930. Twee jaar later ontving hij zijn Ph.D.-titel in filosofie aan de Harvard University. Hij was een student van Alfred North Whitehead, Rudolf Carnap en C.I. Lewis en heeft zelf ook de nodige studenten van naam gehad, waaronder David Kellogg Lewis, Donald Davidson en Daniel Dennett. Hij gaf zijn hele leven les aan de Harvard-universiteit.
Hij was een aanhanger van de analytische filosofie, hoewel hij ook een van de voornaamste voorstanders was van een visie op filosofie als meer dan slechts een conceptuele analyse. Zijn voornaamste werk is Two Dogmas of Empiricism (1951), waarin hij een aanval doet op twee dogma’s: het tot dan toe gehanteerde onderscheid tussen analytische en synthetische stellingen enerzijds en het dogma van het reductionisme anderzijds (de overtuiging dat elke betekenisvolle uitspraak te herleiden valt tot een uitspraak over de zintuiglijke waarneming). Het zijn argumenten voor Quine’s betekenisleer: een vorm van "semantisch holisme". Dit houdt de overtuiging in dat een bepaald deel van de taal, zij het een term of een volledige zin, alleen kan begrepen worden door middel van zijn relaties met een (voorheen begrepen) groter segment van de taal. In dit werk viseert hij vooral Rudolf Carnap, zijn leermeester, maar er gaan stemmen op die stellen dat dit onterecht is. Een ander belangrijk werk is Word and Object (1960), waarin hij deze posities verder ontwikkelt en zijn indeterminacy of translation-thesis (Nederlands: de onbepaaldheid van een vertaling) introduceert. Het is een pleidooi voor epistemologie en bevat een betoog om fysicalisme voor fenomenalisme en dualisme te plaatsen, en extensionaliteit voor intensionaliteit. Quine ontwikkelde ook een invloedrijke naturalized epistemology, i.e. een epistemologie die een sterke nadruk legt op de rol die de natuurwetenschappen spelen in het verkrijgen van kennis. Deze poogde "een betere wetenschappelijke verklaring [te geven] van hoe we erin geslaagd zijn ingewikkelde wetenschappelijke theorieën te ontwikkelen op basis van slechts magere zintuiglijke input."
Hiernaast wordt Quine ook gezien als een belangrijk wetenschapsfilosoof vanwege zijn "systematisch proberen om wetenschap te verstaan vanuit de middelen of bronnen van de wetenschap zelf".

### Verzamelingenleer
Terwijl zijn bijdragen aan logica elegante exposities en een aantal technische resultaten inhouden, was het in de verzamelingenleer dat Quine het meest innovatief was. Hij heeft altijd volgehouden dat de wiskunde de verzamelingenleer nodig heeft en dat de verzamelingenleer sterk verschilt van de logica.

## Publicaties
- 1951, Mathematical Logic, Harvard Univ. Press.
- 1951, 'Two Dogma's of Empiricism', in Philosophical Review, 60: 20-43; herdrukt in From a Logical Point of View, p. 20-46.
- 1953, rev. 1980, From a Logical Point of View, Harvard Univ. Press.
- 1960, Word and Object, MIT Press.
- 1966, Selected Logic Papers, New York: Random House.
- 1969, Ontological Relativity and Other Essays. Columbia Univ. Press.
- 1969, Set Theory and Its Logic, Harvard Univ. Press.
- 1970, The Web of Belief, New York: Random House.
- 1980, Elementary Logic, Harvard Univ. Press. ISBN 0-674-24451-6.
- 1982, Methods of Logic, Harvard Univ. Press.
- 1986, The Philosophy of Logic. Harvard Univ. Press.
- 1986, The Time of My Life. Harvard Univ. Press.
- 1987, Quiddities: An Intermittently Philosophical Dictionary. Harvard Univ. Press.
- 1992, Pursuit of Truth. Harvard Univ. Press.